# ルース・ゴードン

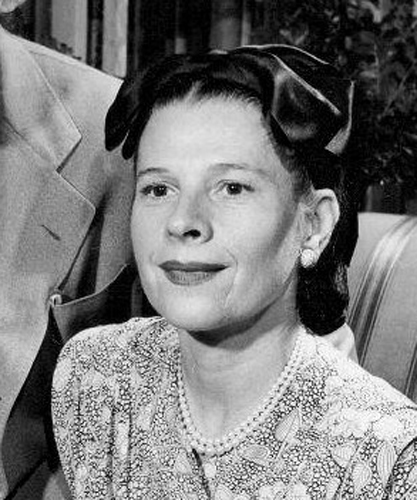
Ruth Gordon 1946.

ルース・ゴードン（Ruth Gordon, 1896年10月30日 - 1985年8月28日）は、アメリカ合衆国マサチューセッツ州出身の女優。本名はルース・ゴードン・ジョーンズ（Ruth Gordon Jones）。

## 来歴
第二次世界大戦後、端役を重ねて映画を中心に出演を続け、60歳前後のころから一気にキャリアが上昇した。小柄できついウィットを小気味よく飛ばす老女のキャラクターを多く演じ、次第に役柄と共にファンも増えてイメージが定着した。
1968年、ロマン・ポランスキー監督、ミア・ファロー、ジョン・カサヴェテス主演のオカルトスリラー『ローズマリーの赤ちゃん』では、主人公二人の新婚夫婦が引っ越したアパートの隣人役を不気味に演じてアカデミー助演女優賞を受賞する。後年製作される続編でも、特別出演的な役回りで登場した。
同年のサイコミステリー作品『何がアリスに起こったか?』に出演し、日本でも一気に知名度が広がった。
1971年、青春ラブロマンス作品『ハロルドとモード 少年は虹を渡る』では、80歳にして60歳以上年の離れたティーンエンジャーと恋に落ちる闊達でチャーミングな老女を若々しく演じた。この作品は一部保守的メディアに取り上げられ、物議をかもした。
その他の代表作としては、テレビドラマ『刑事コロンボ』の「死者のメッセージ」で犯人役となる女流作家アビゲール・ミッチェル（恐らくアガサ・クリスティが元ネタで、『コロンボ』シリーズ中最高齢の犯人）を可愛らしく演じ、コロンボ警部と推理合戦を見せたほか、クリント・イーストウッドの『ダーティファイター』シリーズや、『マキシー 素敵な幽霊』などがある。
また、1942年に結婚した脚本家のガーソン・ケニンと共に『アダム氏とマダム』などの脚本も手掛けた。
1985年、脳梗塞のため88歳で死去した。

## 主な出演作品
- 偉人エーリッヒ博士 Dr. Ehrlich's Magic Bullet (1940)
- エイブ・リンカーン Abe Lincoln in Illinois (1940)
- 奥様は顔が二つ Two-Faced Woman (1941)
- ローズマリーの赤ちゃん Rosemary's Baby (1968)
- 何がアリスに起こったか? What Ever Happened to Aunt Alice? (1968)
- パパはどこ? Where's Poppa? (1970)
- ハロルドとモード 少年は虹を渡る Harold and Maude (1971)
- 続・ローズマリーの赤ちゃん/悪魔の子が生まれて8年が経った… (1976)
- 弾丸ジェット・バス The Big Bus (1976)
- 刑事コロンボ「死者のメッセージ」 Columbo (1977) - アビゲイル・ミッチェル（女流ミステリー作家） 役
- ダーティファイター Every Which Way but Loose (1978)
- ダーティファイター 燃えよ鉄拳 Any Which Way You Can (1980)
- マイ・ボディガード My Bodyguard（1980)
- マッド・ガールズ/一獲千金セクシー珍道中 Mugsy's Girls (1985)
- マキシー 素敵な幽霊 Maxie (1985)

## 脚本
- 二重生活 A Double Life (1947)
- アダム氏とマダム Adam's Rib (1949)
- パットとマイク Pat and Mike (1952)